# 울산북부소방서
울산북부소방서(蔚山北部消防署, Ulsan Bukbu Fire Station)는 울산광역시 북구를 관할하는 울산광역시 소방본부 산하의 소방서이다.
소방서장은 소방정으로 보한다.

## 조직
| - 소방행정과 - 행정팀 - 예산장비팀 | - 방호구조과 - 예방홍보팀 - 소방민원팀 - 구조구급팀 - 지휘조사팀 |

## 관할센터 및 관할구역
울산북부소방서는 5개의 119안전센터와 1개의 구조대를 산하에 두고 있다.
| 명칭                     | 사진 | 주소            | 관할구역                    | 지역대 |
| ------------------------ | ---- | --------------- | --------------------------- | ------ |
| 송정119안전센터          |      | 화동로 178      | 송정동, 효문동 일부         |        |
| 농소119안전센터          |      | 아진로 72       | 농소3동                     |        |
| 매곡119안전센터          |      | 오토밸리로 1024 | 농소1·2동                   |        |
| 염포119안전센터          |      | 염포로 769      | 양정동, 염포동, 효문동 일부 |        |
| 강동119안전센터          |      | 산하중앙2로 231 | 강동동                      |        |
| 울산북부소방서 119구조대 |      | 화동로 178      | 울산광역시 북구             |        |

## 같이 보기
- 대한민국 소방청
- 대한민국의 소방
- 소방관 계급